# 象牙柿
象牙柿（学名：Diospyros egbert-walkeri）为柿树科柿属下的一个种。

## 扩展阅读
- 維基物種上的相關：象牙柿